# Estela funeraria de la esfinge de Cesnola
La Estela funeraria de la esfinge de Cesnola es una estela  griega clásica que data del último cuarto del siglo V a. C.
Forma parte de la Colección Cesnola del Museo Metropolitano de Arte, una subsección del Departamento de Arte Griego y Romano, que debe su nombre al primer director del MET, Luigi Palma di Cesnola, cuya colección se considera la adquisición más antigua e inaugural del museo tras su apertura en Central Park en 1880.
Compuesta por más de 6000 piezas, transportadas en 275 cajas, la estela, junto con la colección, sirvió de piedra angular para el estudio del arte chipriota, encrucijada de influencias del asirio, el fenicio, el egipcio, el griego y el romano.

## Antecedentes y procedencia
Luigi Palma di Cesnola fue condecorado con la Medalla de Honor en la Guerra de Secesión de Estados Unidos, con un amplio historial militar también en Europa.
Su carrera post-militar le destinó como cónsul estadounidense a Chipre en 1865, donde realizó extensas excavaciones por toda la isla.
La estela funeraria fue catalogada en 1874 y adquirida oficialmente por el museo en 1874-1876. Un informe de 1907 sobre su restauración indicaba que un restaurador que colaboraba con Cesnola, Charles Balliard, intentó restaurar la cabeza que faltaba de la esfinge de la izquierda con una cabeza encontrada muy cerca, in situ, en el cementerio, pero posteriormente se consideró que no coincidía con la estela.
La estela está catalogada como Cesnola n.º 470, Myres 1413, y posteriormente por su número de adquisición en el MET 74.51.2499.

## Descripción
La escultura consiste en dos esfinges, a la izquierda le falta la cabeza. Encontrada inicialmente en fragmentos, la estela estaba rota de lado a lado, junto con las patas delanteras, que fueron reparadas posteriormente. La parte inferior está decorada con un friso de palmetas, huevo y dardo, característico del estilo del siglo V a. C., con partes de la estela que mantienen su policromía original con pigmento rojo-marrón.
Ambas esfinges están de espaldas, mirando hacia fuera en perspectiva de tres cuartos. La esfinge intacta tiene el pelo intacto y largo, recogido a los lados, pero cubriéndole las orejas, y lleva una corona formada por círculos y merlones, la parte posterior de la estela está desbastada con su mitad inferior rota.
El motivo de la esfinge en la estela indica su prominencia en los objetos de culto, ya que antes de la creación aproximada de la estela, a mediados del siglo V a. C., la representación también aparecía en el sarcófago de Amatunte, considerado el objeto más significativo de la colección de Cesnola junto con la estela, famosa por la policromía que conserva.